# Viki
Viki (Duits: Wikki) is een plaats in de Estlandse gemeente Saaremaa, provincie Saaremaa. De plaats heeft de status van dorp (Estisch: küla) en telt 45 inwoners (2021).
Tot in oktober 2017 behoorde Viki tot de gemeente Kihelkonna. In die maand werd Kihelkonna bij de fusiegemeente Saaremaa gevoegd.
Ten zuiden van Viki ligt het natuurreservaat Viidumäe looduskaitseala.
Bij Viki ligt het Mihkli boerderijmuseum (Estisch: Mihkli Talumuuseum), een openluchtmuseum gewijd aan het boerenbestaan op het eiland Saaremaa.

## Geschiedenis
Viki werd voor het eerst genoemd in 1592 onder de naam Ficke Clement Pundenik, een boerderij op het landgoed van Loona. In 1645 werd Viki onder de naam Vikkikill genoemd als dorp.

## Foto's

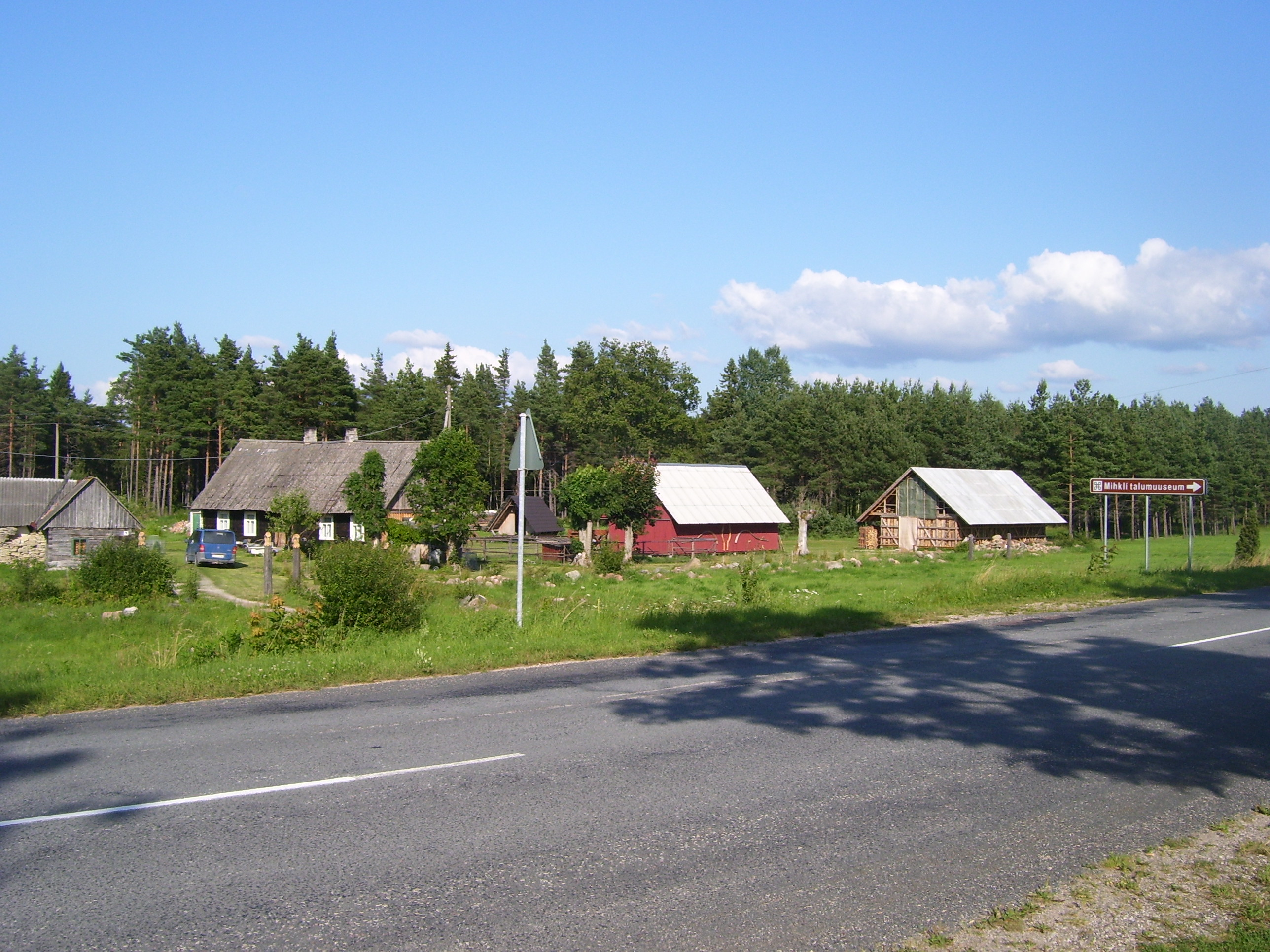
Het dorp Viki
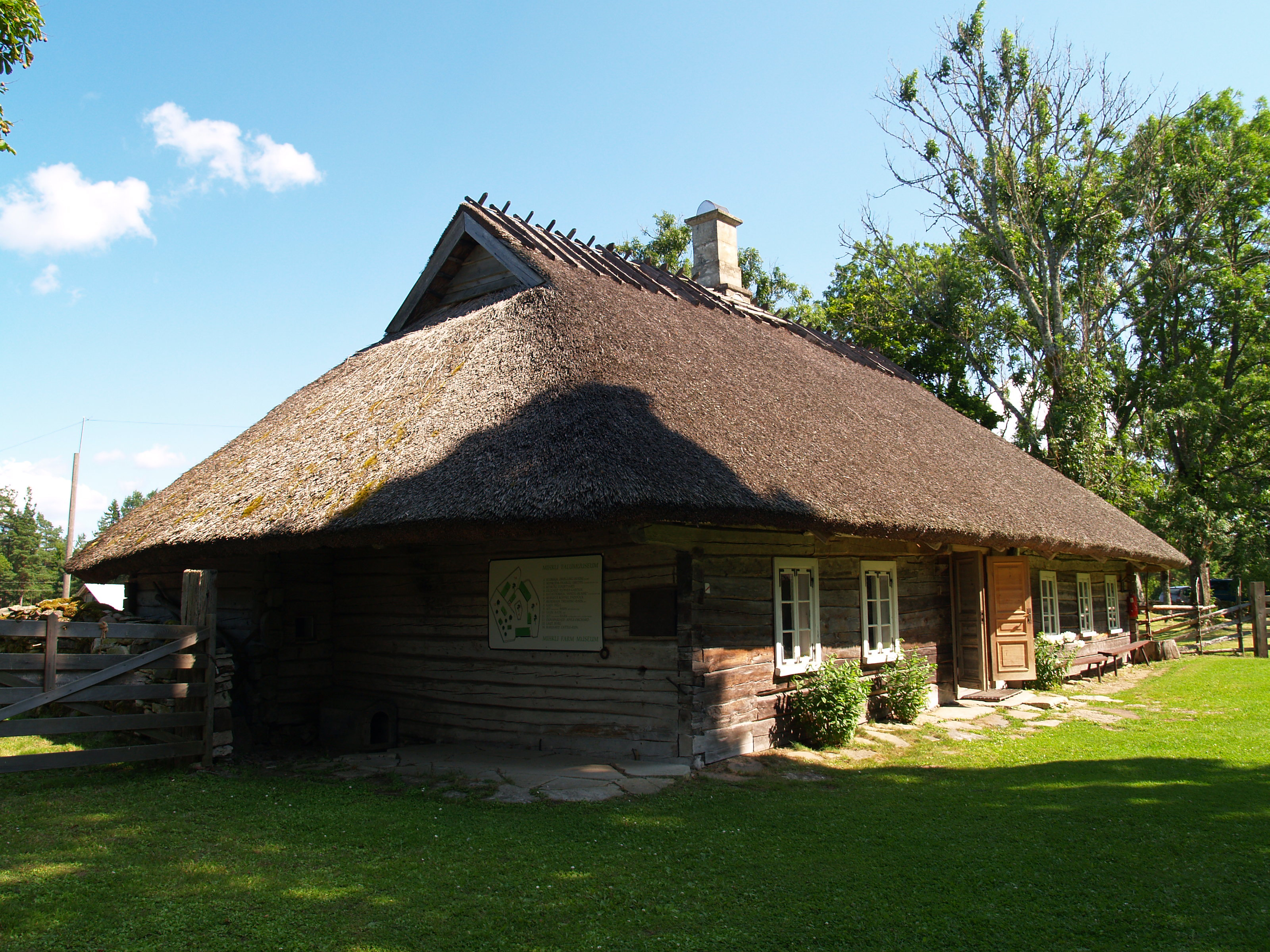
Woonhuis van de museumboerderij
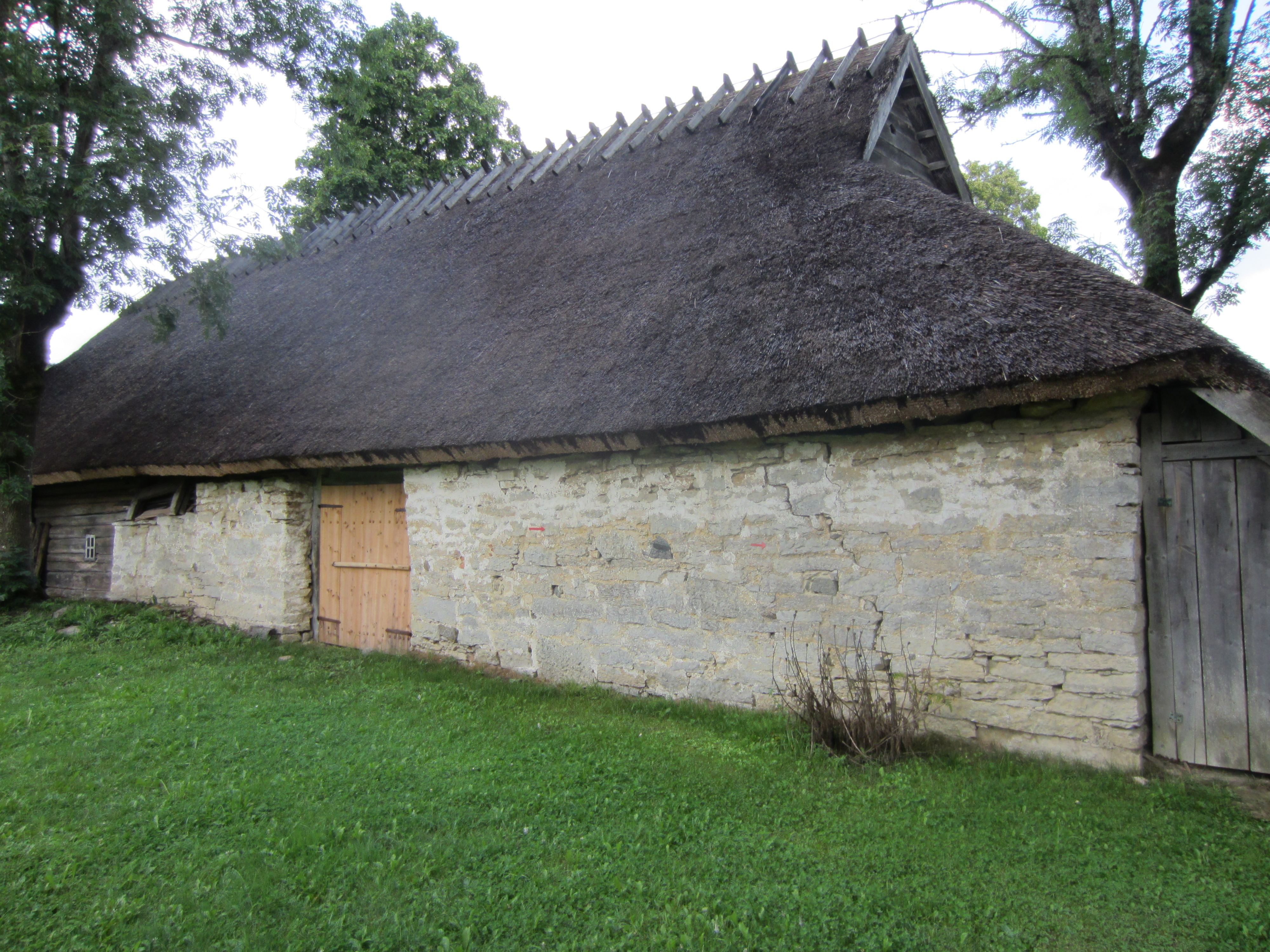
Dorsschuur
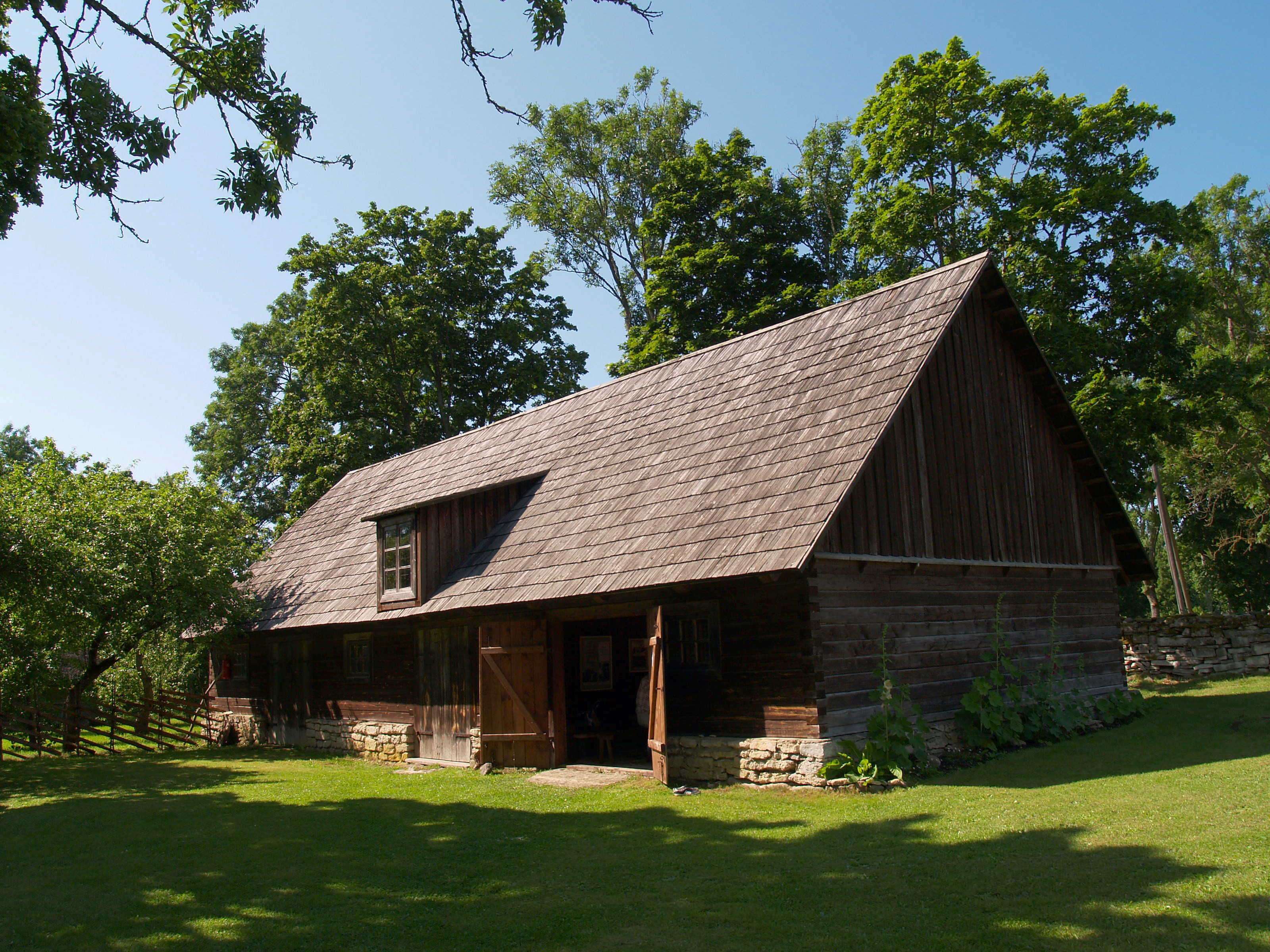
Stal
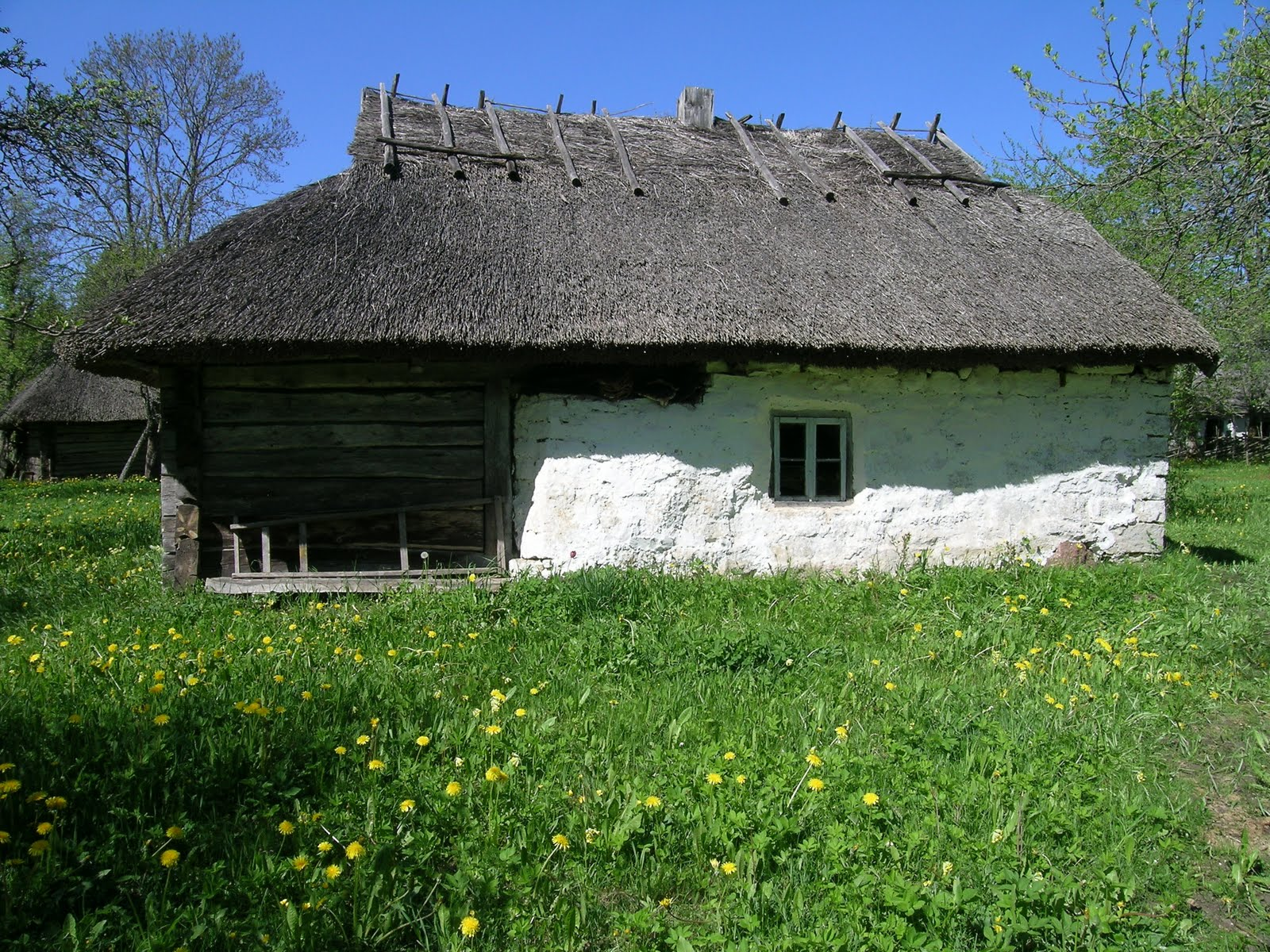
Sauna
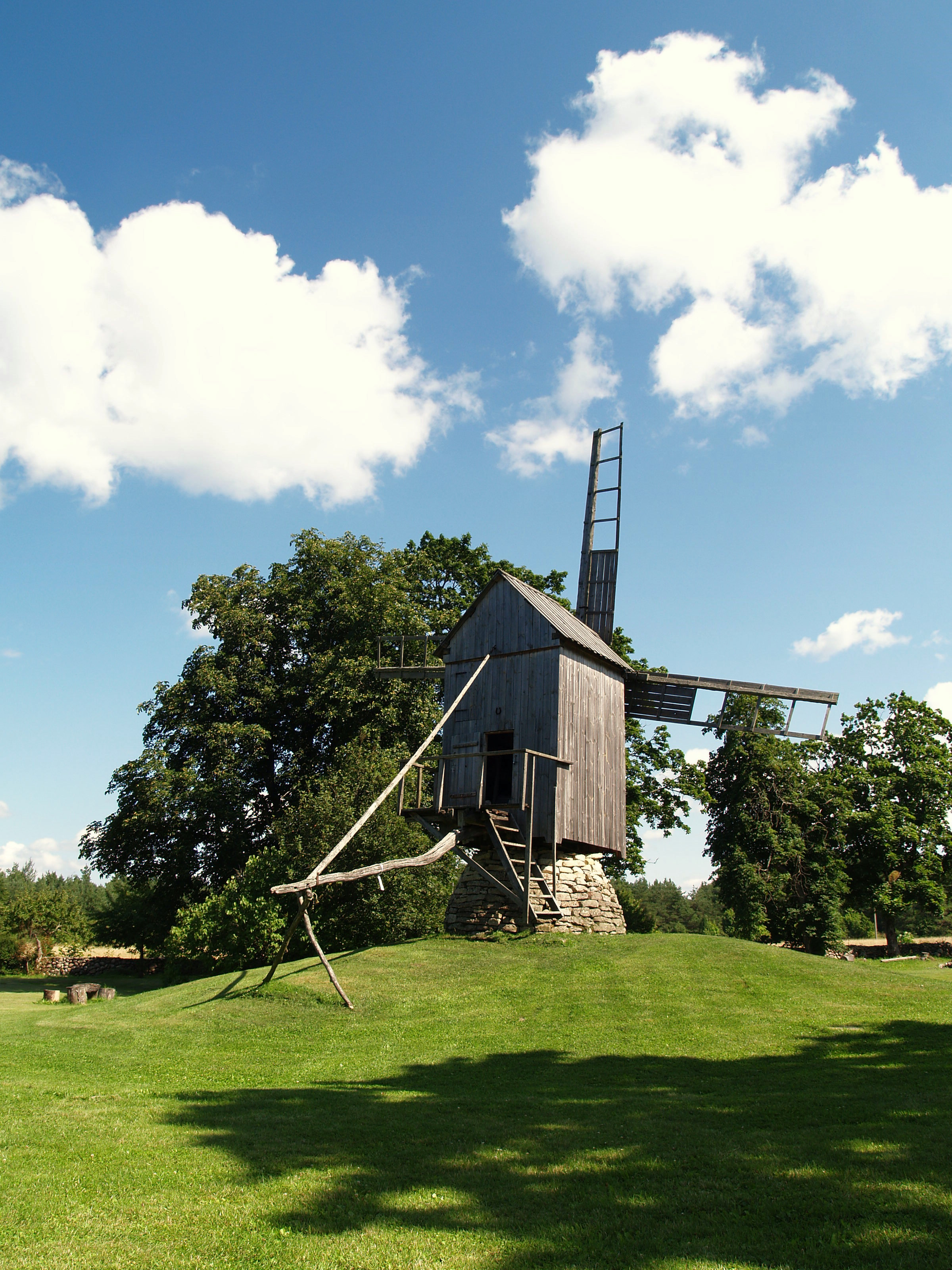
Windmolen